# Lotte Koefoed
Lotte Koefoed, née le 17 septembre 1957 à Bagsværd au Danemark, est une rameuse d'aviron danoise.

## Palmarès

### Jeux olympiques
- 1984 à Los Angeles
  -  Médaille de bronze en quatre sans barreur[1]